# Adri van de Ven

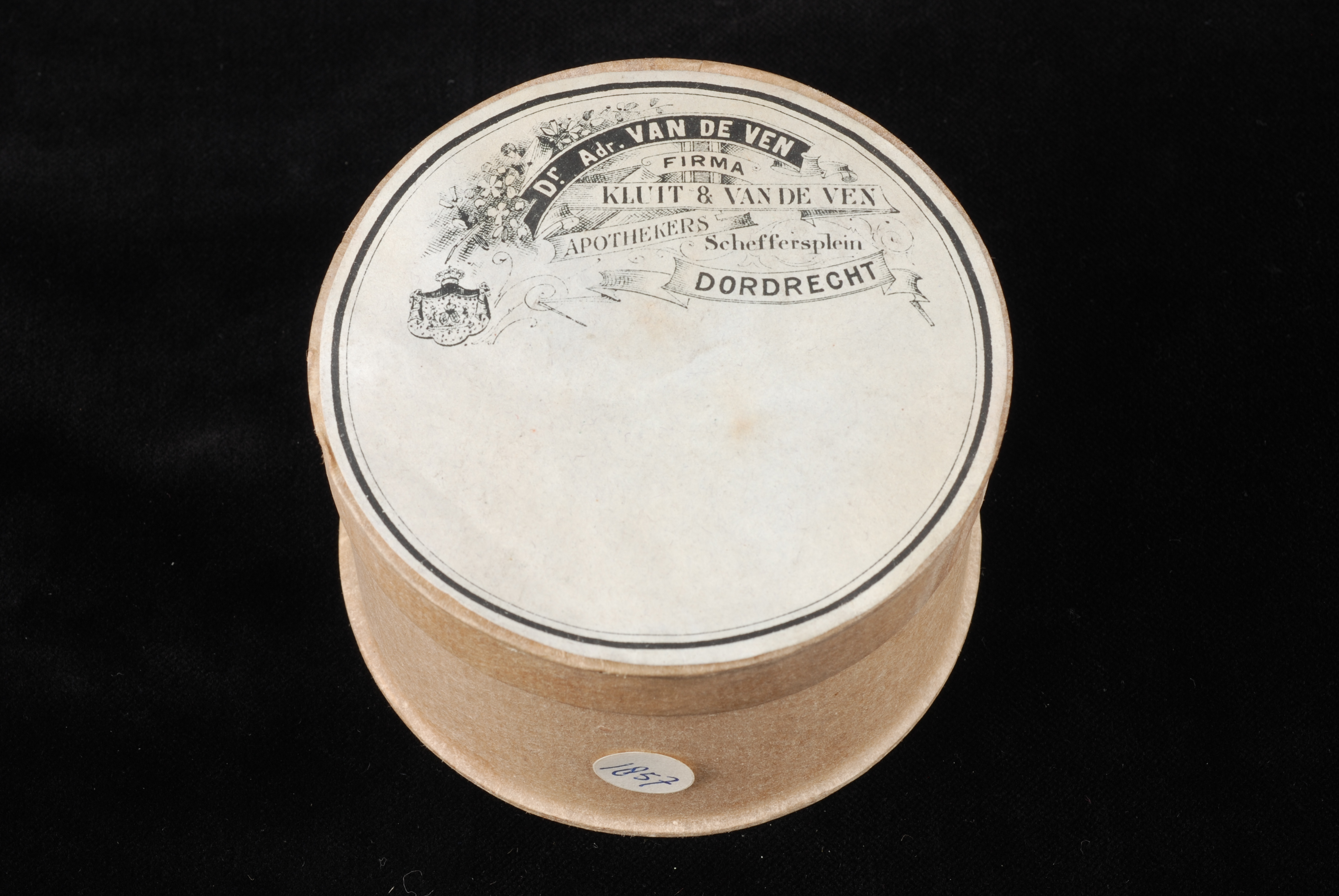
Pillendoos in collectie Museum Rotterdam met opdruk Adr. Van de Ven

Adrianus Jacobus (Adri) van de Ven (Dordrecht, 4 september 1872 – Brussel, 15 augustus 1935) was een Nederlands bariton/bas.
Hij was zoon van Catharina Elisabeth van Beek en apotheker Joannes Adrianus Jacobus van de Ven. Vader was gemeenteraadslid in Dordrecht als ook lid van de "commissie van toezicht op het middelbaar onderwijs". Vader overleed in een ziekenhuis in Delft, nadat hij bij een poging tijdens de treinrit Station Rotterdam Delftsche Poort richting Den Haag zijn coupédeur (beter) af te sluiten door de luchtdruk naar buiten werd gezogen. Het leidde tot een spraakmakende rechtszaak. Hijzelf was tussen 1899 en 1916 getrouwd met Elizabeth Catharina Weeldenburg en vanaf 1916 met Elisabeth Clasina Stol. Van de Ven en Stol werden beiden begraven op Essenhof in Dordrecht.
Hij werd na het doorlopen van het gymnasium opgeleid tot scheikundige en apotheker met een doctoraal examen farmacie in 1896 te Amsterdam en het apothekersexamen aldaar in 1897. Hij baatte een apotheek uit en een laboratorium van handelswaren en levensmiddelen aan het Scheffersplein 125. De "Firma Kluit & van de Ven" leverde ook apothekersinrichtingen.
Hij kreeg echter zanglessen van docenten van behoorlijke statuur: Cornelis van der Linden, Frederikus Jacobus Oushoorn, Gerard Zalsman en Pauline de Haan-Manifarges, alles gericht op zang en piano. Hij trad voornamelijk op in oratoria en kerkconcerten; een enkele keer tijdens liederenavonden; alles in en om Dordrecht.
Hij overleed tijdens een vakantie in Brussel. Op zijn begrafenis waren tal vertegenwoordigers uit het Dordtse muziekleven aanwezig, Zo waren er afgezanten van het Dordtse Fanfarekorps, harmonieorkest Volharding, muziekvereniging Bazuin (voorzitter), mannenkoor Caecilia, Liedertafel Zanglust, Dordtsche Operettevereniging, de muziekschool van de Maatschappij tot Bevordering der Toonkunst (en bijbehorend koor) en Dordtsche Orkest Vereniging, alwaar hij voorzitter van was geweest. Van beroepsmatige kant waren er bestuursleden van de "Vereeniging tot bevordering der Farmacie" in Dordrecht en van de lokale gezondheidscommissie onder leiding van architect Bernard van Bilderbeek.    